# COEX
COEX Convention & Exhibition Center — выставочный центр в районе Сеула Каннамгу, один из крупнейших международных торговых центров в Южной Корее.
На его территории находятся развлекательные заведения, закусочные и рестораны, кинотеатры, магазины, а также — большой подземный океанариум.

## Галерея

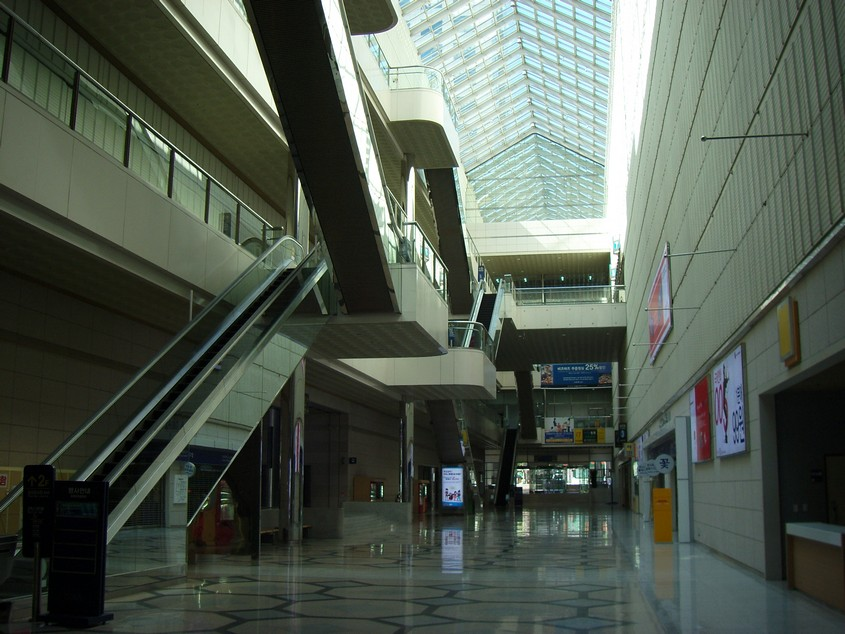
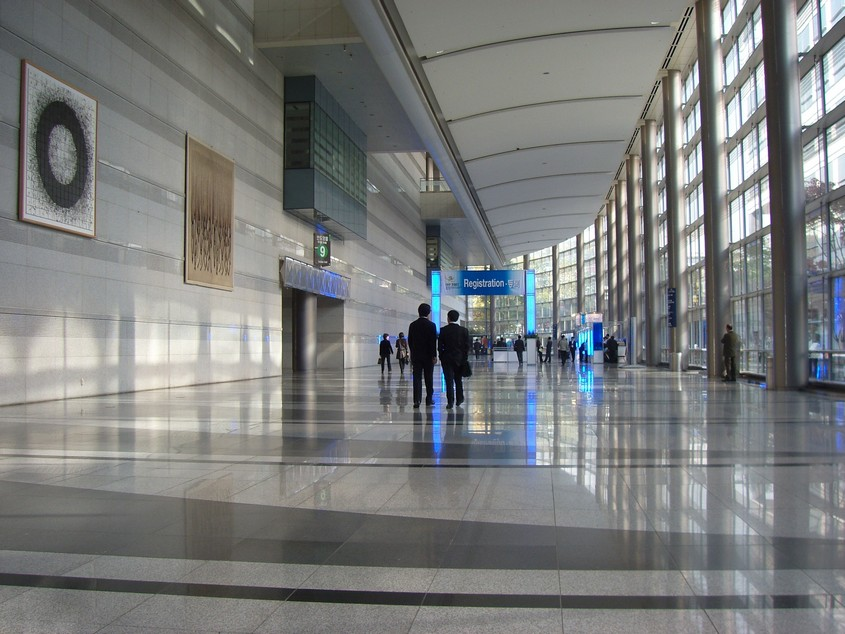
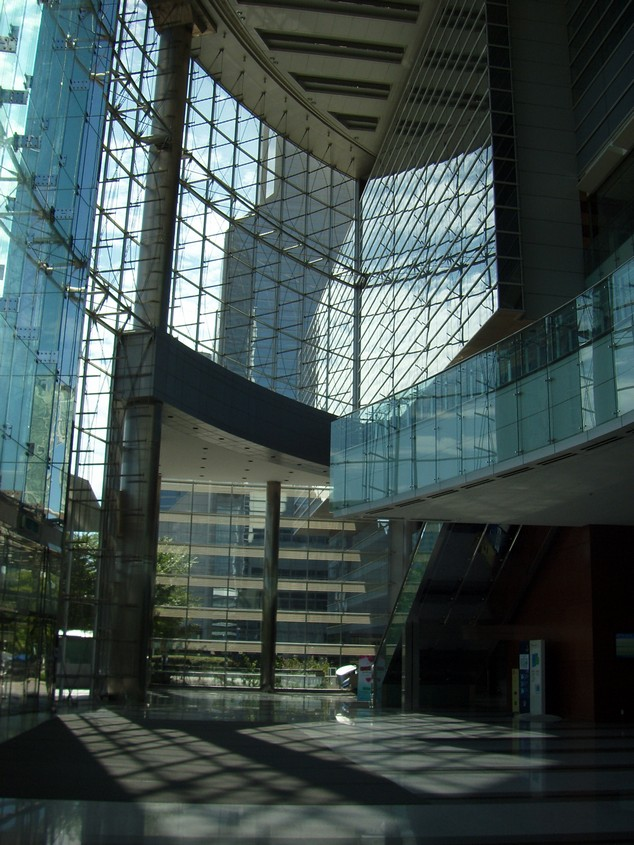
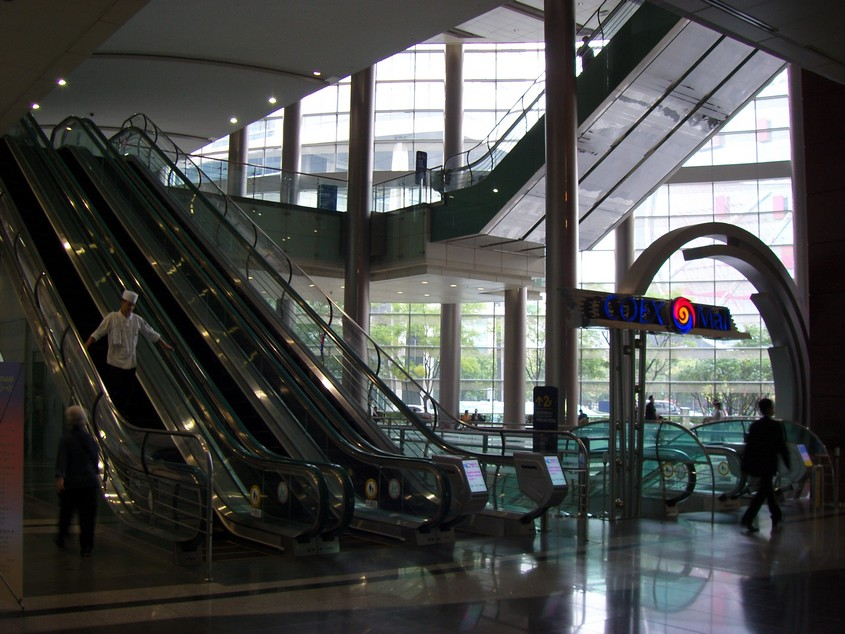
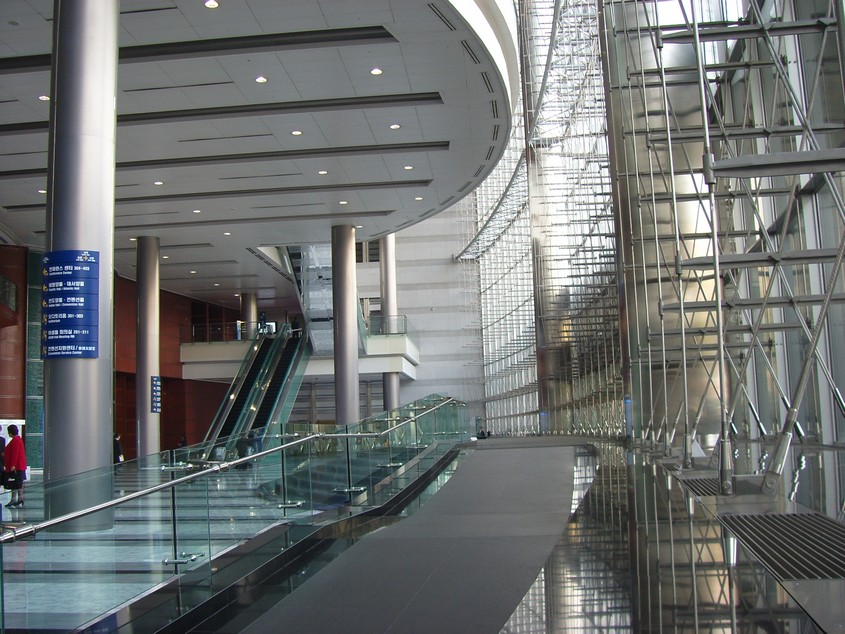
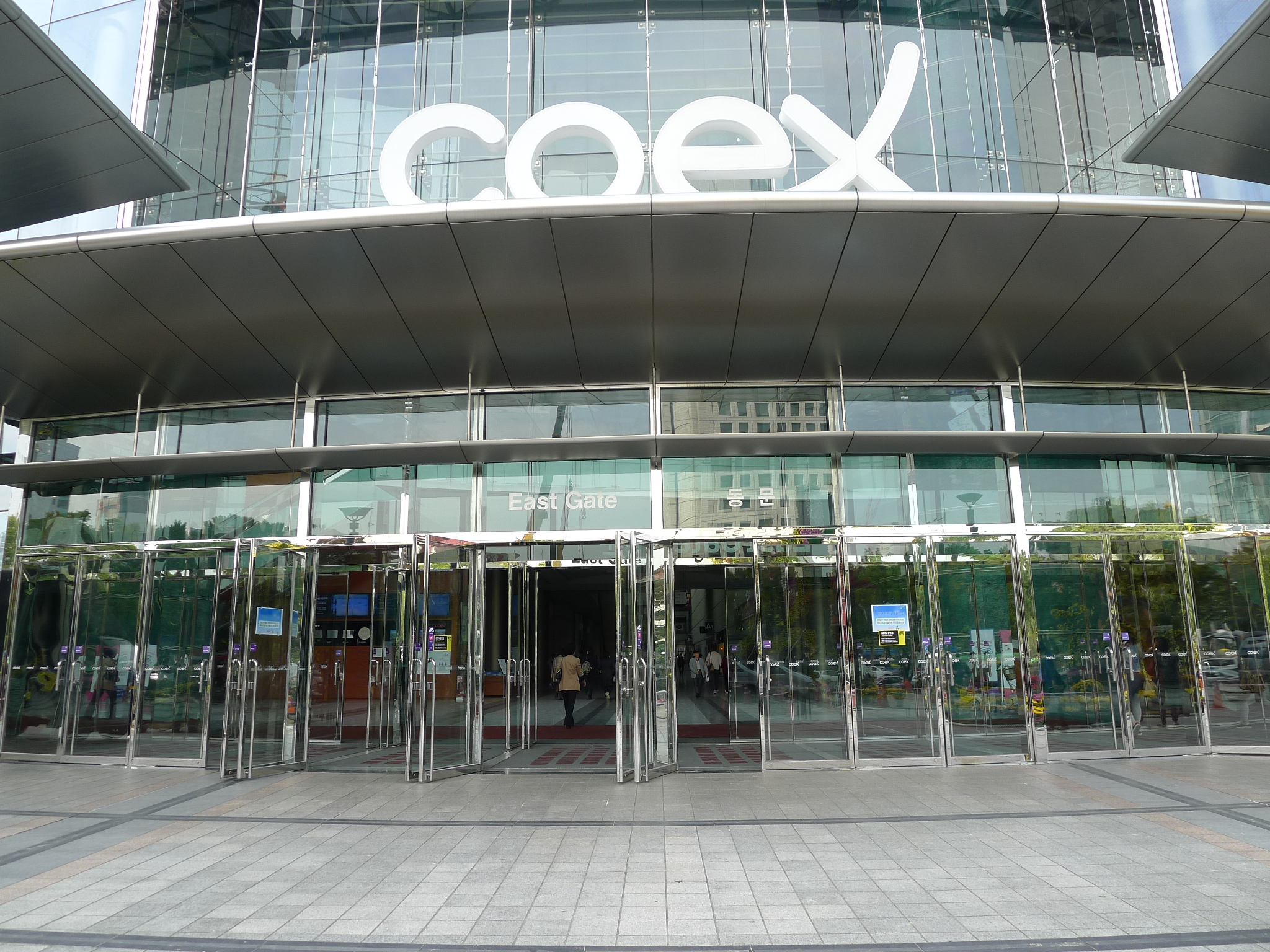